# دهستان مشگین غربی
دهستان مشگین غربی نام دهستانی در بخش مرکزی شهرستان مشگین‌شهر، استان اردبیل در ایران است. براساس سرشماری مرکز آمار ایران در سال ۱۳۸۵، جمعیت آن ۱۵۲۷۷ نفر (۳۳۹۸ خانوار) بوده‌است.